# Верненский уезд

Карта административного деления Семиреченской области

Верненский уезд — административно-территориальная единица Семиреченской области Туркестанского генерал-губернаторства (в 1882—1899 годах — Степного генерал-губернаторства) Российской империи.
Уездный город — Верный (с 1921 года — Алма-Ата).

## История
Верненский уезд был образован 14 апреля 1867 года.
После Октябрьской революции Верненский уезд вошёл в состав Семиреченской области Туркестанской АССР (1918—1922; с 1924 года — Джетысуйской губернии Киргизской АССР). Для временного управления территорией Верненского уезда был образован Военно-революционный комитет, который в апреле 1918 года передал свои полномочия Верненскому уездно-городскому Совету рабочих, солдатских, казачьих, крестьянских и мусульманских депутатов. В августе 1918 года состоялся первый съезд Советов Верненского уезда. Совету предшествовали организация 49 сельских и аульных Советов, проведение 11 волостных съездов Советов, совещание делегатов всех уездов Семиреченской области (25-26 мая 1918 года). 
Вслед за переименованием по решению ЦИК Туркестанской АССР от 3 марта 1921 года Верного в Алма-Ату, уезд был также переименован в Алма-Атинский.
В результате административно-территориальной реформы 1923—1929 годов Алма-Атинский уезд Джетысуйской губернии был преобразован в район Алма-Атинского округа (решение ВЦИК от 3 сентября 1928 года).

## Волости
В 1921 году в уезд входили 20 волостей.
| Волость              | Центр                    |
| -------------------- | ------------------------ |
| Бакайская            | с. Бабатчан              |
| Бидалинская          | с. Узун-Агач             |
| Больше-Алма-Атинская | ст. Больше-Алма-Атинская |
| Ботпаевская          | ур. Айдарке              |
| Восточно-Кастекская  | ст. Казанско-Богородская |
| Дегересская          | ур. Токтыузек            |
| Джаильмышевская      |                          |
| Джантуевская         | с. Самсоновское          |

В 1926 году в уезд входило 9 волостей , Площадь 57 350 26 кв.км.
| Волость           | Селений | Аулов | Центр                         |
| ----------------- | ------- | ----- | ----------------------------- |
| Алма-Атинская     | 7       | 7     | Джангыз - Аяк                 |
| Илийская          | 1       | 5     | Илийское                      |
| Балхашская        | -       | 9     | зим. Дженгельды лет. Акбастау |
| Кастекская        | 5       | 10    | Таргап                        |
| Кызыл Сюгатипек   | -       | 7     | Чилик                         |
| Талгарская        | 14      | 4     | Александровск                 |
| Тургенская        | 5       | 5     | Маловодное                    |
| Узун Каргалинская | 4       | 12    | Узун - Агач                   |
| Чиликская         | 20      | -     | Чилик                         |

## Заселение
В 1862 г.
| Район     | муж. | Жен. | Дома | Кони | КРС | Свиней |
| --------- | ---- | ---- | ---- | ---- | --- | ------ |
| София     | 571  | 682  | 303  | 350  | 348 | 150    |
| Надеждино | 717  | 584  | 234  | 136  | 169 | 220    |
| Люблино   | 266  | 114  | 156  | 266  | 114 | -      |